# 小澤亜季
もしかして
- 小澤亜李

ではありませんか？